# Volutomitra alaskana
Volutomitra alaskana är en snäckart som beskrevs av Dall 1902. Volutomitra alaskana ingår i släktet Volutomitra och familjen Volutomitridae. Inga underarter finns listade i Catalogue of Life.